# Bulharská královská rodina
Poslední bulharská královská rodina (bulharsky: Българско царско семейство, romanizováno: Balgarsko tsarsko semeystvo) vládla Bulharsku v letech 1887 až 1946. Poslední car, Simeon II., se stal v roce 2001 premiérem Bulharska a ve funkci zůstal až do roku 2005. Členové královské rodiny si nárokují tituly bulharského prince (princezny) a vévody (vévodkyně) v Sasku s oslovením královská Výsost.
Koburský vrchol na poloostrově Trinity v Antarktidě je pojmenován po bulharském královském rodu Sasko-Kobursko-Gothajských.

## Současný rodokmen
Toto je rodokmen bulharské královské rodiny, včetně všech potomků cara Ferdinanda I.
- Car Ferdinand I. (1861–1948)
  -  Car Boris III. (1894–1943)
    -  Car Simeon II. (* 1937)
      - Kardam, kníže z Tarnova (1962–2015)
        - Boris, kníže z Tarnova (* 1997)
        -  Princ Beltrán (* 1999)

      - Kyril, kníže z Preslavi (* 1964)
        - Princezna Mafalda-Cecilia, paní Abousleimanová (* 1994)
        - Princezna Olimpia (* 1995)
        -  Princ Tassilo (* 2002)

      - Kubrat, kníže z Panagjurišče (* 1965)
        - Prince Mirko (* 1995)
        - Prince Lukás (* 1997)
        -  Prince Tirso (* 2002)

      - Konstantin-Assen, kníže z Vidinu (* 1967)
        - Princ Umberto (* 1999)
        -  Princezna Sofia (* 1999)

      -  Princezna Kalina, paní Muñozová (* 1972)
        -  Simeon Hassan Muñoz (* 2007)

    -  Marie-Luisa, kněžna z Koháry (* 1933)
      - Princ Boris Leiningenský (* 1960)
        - Princ Nicholas Leiningenský (* 1991)
        - Princ Karl Heinrich Leiningenský (* 2001)
        -  Princezna Juliana Leiningenská (* 2003)

      - Princ Hermann Friedrich Leiningenský (* 1963)
        - Princezna Tatiana Leiningenská, paní Reynoldsová (* 1989)
          - August Reynolds (* 2021)
          -  Celeste Reynoldsová (* 2023)

        - Princezna Nadia Leiningenská, paní Bakerová (* 1991)
          - Thomas Baker Leiningen (* 2021)
          -  Theodore Baker Leiningen (* 2024)

        -  Princezna Alexandra Leiningenská (* 1997)

      - Princezna Alexandra Chrobok z Koháry, paní Raposová de Magalhães (* 1970)
        - Luis Raposo de Magalhães  (* 2003)
        - Giovanna Raposová de Magalhães (* 2006)
        -  Clémentine Raposová de Magalhães (* 2010)

      -  Princ Pawel Chrobok z Koháry (* 1972)
        - Princezna Maya Chrobok z Koháry (* 2015)
        -  Princ Alexander Chrobok z Koháry (* 2017)

  - Kiril, kníže z Preslavi (1895–1945)
  - Princezna Eudoxia (1898–1985)
  -  Princezna Naděžda, vévodkyně Albrecht Evžen Württemberský (1899–1958)
    - Vévoda Ferdinand Evžen Württemberský (1925–2020)
    - Vévodkyně Margareta Luise Württemberská, vikomtesa z Chevigny (1928–2017)
      -  Patrick de La Lanne-Mirrlees (* 1962)
        - Marie Charlotte Ruscheová (rozená de La Lanne-Mirrlees, * 1989)
        - Berenice de La Lanne-Mirrlees (* 1990)
        -  Cyran de La Lanne-Mirrlees (* 1997)

    - Vévoda Evžen Eberhard Württemberský (1930–2022)
    - Vévoda Alexandr Evžen Württemberský (1933-2024)
    -  Vévodkyně Sophie Württemberská (* 1937)

## Další členové
Mezi carovy přiženěné či přivdané členy rodiny patří:

### Žijící členové
- Carevna Markéta (carova manželka)
- Miriam, kněžna vdova z Tarnova (carova snacha, vdova po Kardamovi, knížeti z Tarnova)
- Rosario, kněžna z Preslavi (carova snacha, manželka knížete z Preslavi)
- Marc Abousleiman (carův vnuk, manžel princezny Mafaldy-Cecilie)
- Carla, kněžna z Panagyurishte (carova snacha, manželka knížete z Panagjurišče)
- María, kněžna z Vidinu (carova snacha, manželka knížete z Vidinu)
- Antonio Muñoz (carův zeť, manžel princezny Kaliny)[3]
- Bronisław Chrobok (carův švagr, manžel kněžny z Koháry)
- Princezna Cheryl z Leiningenu (carova neteř, manželka prince Borise)
- Princezna Deborah z Leiningenu (carova neteř, manželka prince Hermanna Friedricha)
- Clayton Reynolds (carův prasynovec, manžel princezny Tatiany)
- Ian Baker (carův prasynovec, manžel princezny Nadie)
- Jorge Champalimaud Raposo de Magalhães (carův synovec, manžel princezny Alexandry)
- Princezna Ariana Chrobok z Koháry (carova neteř, manželka prince Pawla)
- Irene de La Lanne-Mirrlees (carova sestřenice, manželka Patricka de La Lanne-Mirrlees)
- Heinrich Rusche (carův bratranec, manžel Marie Charlotte de La Lanne-Mirrlees)

### Zesnulí členové
- Princezna Marie Luisa (carova babička, první manželka tehdejšího prince Ferdinanda I., † 1899)
- Princezna Klementina (carova prababička, matka cara Ferdinanda I., † 1907)
- Carevna Eleonora (carova nevlastní babička, druhá manželka cara Ferdinanda I., † 1917)
- Vévoda Albrecht Evžen Württemberský (carův strýc, manžel princezny Naděždy, † 1954)
- Antonio de Ramos Bandeira (carův bratranec, bývalý manžel vévodkyně Sophie Württemberské, dcery princezny Naděždy, † 1987)
- Princ Karl Leiningenský (carův švagr, bývalý manžel princezny Marie Luisy, † 1990)
- Carevna Jana (carova matka, vdova po caru Borisi III., † 2000)
- Princezna Milena Leiningenská (carova neteř, bývalá manželka prince Borise, syna Marie Luisy, kněžny z Koháry, † 2015)
- Princezna Alžbeta (carova nevlastní babička, vdova po caru Ferdinandu I., † 2015)
- François Luce-Bailly, vikomt z Chevigny (carův bratranec, vdovec po vévodkyni Margaretě Luise Württemberské, dceři princezny Naděždy, † 2022)

### Bývalí členové
- Arcivévodkyně Alexandra Rakouská, vévodkyně z Württemberska (carova sestřenice, bývalá manželka vévody Evžena Eberharda, syna princezny Naděždy)

## Bulharští carové
Vládnoucími členy byli:
- Ferdinand I. (1887–1918)
- Boris III. (1918–1943)
- Simeon II. (1943–1946)